# Tuli Tuipulotu
Tuli Tuipulotu (Hawthorne, California; 3 de septiembre de 2001) es un jugador profesional estadounidense de fútbol americano, se desempeña en la posición de linebacker en Los Angeles Chargers, en la National Football League (NFL).

## Carrera
Hizo su debut profesional con el equipo Los Angeles Chargers, lleva jugando una temporada, comenzó en el 2023.